# Ніколаєв Андрій Семенович
Андрій Семенович Ніколаєв (21 серпня 1902, місто Луганськ — пропав безвісти червень 1942, Харківська область) — радянський військовий діяч, корпусний комісар, член Військової Ради Київського військового округу.

## Життєпис
Народився в багатодітній родині робітника. Батько працював кочегаром, мати — домогосподарка. У 1910 році родина переїхала в село Жовте під Луганськом.
Закінчив чотири класи сільської школи в селі Жовтому. З червня 1914 року — помічник машиніста газогенераторної машини в Луганську.
У Червону гвардію вступив у жовтні 1917 року. З 1918 по 1921 рік служив у Червоній армії. Учасник Громадянської війни в Україні. У липні 1918 року вступив до комсомолу.
З січня 1922 року — слюсар на залізничній станції Родаково (Луганщина), секретар Жовтянського волосного комітету комсомолу Луганського повіту. Член ВКП(б) з 1924 року.
З 1925 року навчався в Одеській радпартшколі. Після закінчення радпартшколи очолював партійний осередок села Жовтого Луганського округу, працював заступником директора Луганського заводу імені Артема.
Навчався в Харківському комуністичному університеті, за дорученням партії брав участь в колективізації сільського господарства в прикордонному Кам'янець-Подільському окрузі УСРР.
З 1931 року — в Червоній армії.
З 1933 по 1937 рік — слухач Військово-політичної академії РСЧА.
З грудня 1937 по червень 1938 року служив начальником політичного відділу Академії Генерального штабу РСЧА.
Брав участь у боях з японськими військами біля озера Хасан в 1938 році.
У листопаді 1938 — квітні 1939 року — член Військової ради Київського особливого військового округу.
У 1939—1940 роках — член Військової ради Калінінського військового округу.
У вересні 1940 року призначений виконувачем обов'язків заступника начальника курсів удосконалення командного складу «Постріл» із політичної частини.
Учасник німецько-радянської війни. З липня 1941 року — член військової ради 30-ї армії РСЧА, член військової ради 51-ї окремої армії РСЧА в Криму. 
З 8 травня 1942 року — військовий комісар 150-ї стрілецької дивізії. Пропав безвісти в червні 1942 року під Харковом.

## Звання
- батальйонний комісар
- корпусний комісар (9.02.1939)

## Нагороди
- два ордени Червоного Прапора (11.02.1938, 25.10.1938)
- медаль «XX років Робітничо-Селянській Червоній Армії» (22.02.1938)